# Noozles
Noozles (jap. ふしぎなコアラ ブリンキー, Fushigi na Koala Blinky, auch The Noozles, Blinky the Mysterious Koala oder Blinky and Printy) ist eine japanische Anime-Fernsehserie von Nippon Animation aus dem Jahr 1984. Sie handelt von den Abenteuern eines Mädchens mit zwei Koalas und wurde unter anderem ins Deutsche übersetzt.

## Inhalt
Das zehnjährige Mädchen Sandy Brown lebt bei ihrer Großmutter, während ihr Vater, ein Archäologe, auf Reisen ist. Ihr Vater schenkt Sandy zwei Stoffkoalas und als sie an deren Nase reibt, werden die Stofftiere lebendig. Die Koalas, Blinky und seine Schwester Pinky, sind vor den bösen Kängurus aus Koalawalla-Land geflohen. Vor diesen verstecken sie sich auf der Erde und begeben sich mit Sandy auf einige Abenteuer. Dabei hilft ihnen Blinkys Uhr, die die Zeit anhalten kann, und Pinkys Puderdose, die ein Dimensionstor öffnen kann. Bei ihren Abenteuern müssen sie sich auch der Känguru-Polizei, zwei Wilderern und einer dimensionsreisenden Eidechse erwehren.

## Produktion und Veröffentlichung
Die Serie entstand 1984 beim Studio Nippon Animation unter der Regie von Taku Sugiyama und Noboru Ishiguro nach einem Drehbuch von Taku Sugiyama und Michiru Tanabe. Das Charakterdesign stammt von Isamu Noda und die künstlerische Leitung lag bei Kōichi Kudō und Masamichi Takano. Die Musik wurde komponiert von Reijiro Komutsu und das Lied des Vorspanns ist Fushigi Ufufu. Der Abspanntitel ist Shabadaba Dakedo. Beide Lieder wurden gesungen von Tarako.
Die Entstehung des Animes hängt zusammen mit der Ankunft von sechs Koalas, die Australien 1984 Japan geschenkt hatte. Diese lösten im Land eine Begeisterung für die Tiere aus, im Zuge derer auch einige Serien entstanden. So lief parallel Koalabärchens Streifzüge bei TV Tokyo, dem Konkurrenzsender von Fuji TV.
Die 26 je 25 Minuten langen Folgen wurde erstmals vom 7. Juli bis 28. Dezember 1984 von Fuji TV in Japan ausgestrahlt. Eine deutsche Ausstrahlung erfolgte erstmals 1990 bei RTLplus. Es folgten diverse Wiederholungen bei RTL2 und RTL sowie Fox Kids. Saban Entertainment produzierte eine englische Fassung, die von Nickelodeon und der BBC gezeigt wurde. Außerdem wurden spanische, portugiesische, arabische und französische Synchronfassungen im Fernsehen ausgestrahlt.

## Synchronisation
| Rolle        | japanischer Sprecher (Seiyū) | deutscher Sprecher |
| ------------ | ---------------------------- | ------------------ |
| Blinky       | Hitomi Oikawa                | Carin Tietze       |
| Printy/Pinky | Masako Miura                 | Michaela Amler     |
| Sandy Brown  | Arisa Andou                  | Julia Haacke       |